# تکن رقابت کارتی
تکن رقابت کارتی (به ژاپنی: 鉄拳 カード チャレンジ Tekken Kādo Charenji) یک بازی ویدئویی به سبک مبارزه‌ای از مجموعه بازی‌های تکن است که توسط شرکت نامکو در ژوئن ۱۹۹۹، برای کنسول بازی دستی واندرسوآن و در کشور ژاپن منتشر شد. بر خلاف دیگر بازی‌های سری تکن، بازیکن با استفاده از کارت‌هایی، همانند کارت‌های بازی پوکمون، به مبارزه می‌پردازد. این بازی به‌طور انحصاری برای کنسول واندرسوآن و فقط در کشور ژاپن منتشر شده‌است. در این نسخه از شخصیت‌های تکن ۳ به همراه یک شخصیت منحصر به فرد به نام کرو استفاده می‌کند.